# Dubljevići, Plužine
Dubljevići este un sat din comuna Plužine, Muntenegru. Conform datelor de la recensământul din 2003, localitatea are 58 de locuitori (la recensământul din 1991 erau 72 de locuitori).

## Demografie
În satul Dubljevići locuiesc 50 de persoane adulte, iar vârsta medie a populației este de 46,6 de ani (46,8 la bărbați și 46,4 la femei). În localitate sunt 20 de gospodării, iar numărul mediu de membri în gospodărie este de 2,90.
Populația localității este foarte eterogenă.
|  |

| Demografie | Demografie | Demografie |
| An         | Locuitori  | Locuitori  |
| ---------- | ---------- | ---------- |
|            |            |            |
|            |            |            |
|            |            |            |
|            |            |            |
| 1948       | 217        |            |
| 1953       | 233        |            |
| 1961       | 206        |            |
| 1971       | 172        |            |
| 1981       | 133        |            |
| 1991       | 72         | 71         |
| 2003       | 58         | 58         |

| \| Componența etnică conform recensământului din 2003[2] \| Componența etnică conform recensământului din 2003[2] \| Componența etnică conform recensământului din 2003[2] \| Componența etnică conform recensământului din 2003[2] \| Componența etnică conform recensământului din 2003[2] \| \| ----------------------------------------------------- \| ----------------------------------------------------- \| ----------------------------------------------------- \| ----------------------------------------------------- \| ----------------------------------------------------- \| \| \| \| \| \| \| \| Muntenegreni \| Muntenegreni \| \| 34 \| 58,62% \| \| Sârbi \| Sârbi \| \| 15 \| 25,86% \| \| necunoscută \| necunoscută \| \| 0 \| 0% \| |              |  |    |        |
| Componența etnică conform recensământului din 2003 |              |  |    |        |
| |              |  |    |        |
| Muntenegreni | Muntenegreni |  | 34 | 58,62% |
| Sârbi | Sârbi        |  | 15 | 25,86% |
| necunoscută | necunoscută  |  | 0  | 0%     |